# Progress D-436
O Progress D-436 é um motor aeronáutico turbofan de alta razão de diluição com três eixos, desenvolvido pela empresa ucraniana Ivchenko-Progress. Foi inicialmente desenvolvido para ser utilizado nas últimas versões do Yak-42 e do An-72 na década de 1980. O motor foi testado pela primeira vez em 1985 e certificado em 1987. Várias variantes foram desenvolvidas e estão operando em uma grande variedade de aeronaves.

## Projeto e desenvolvimento
O motor D-436foi desenvolvido como uma melhoria do Lotarev D-36. Utilizou várias características deste projeto e de outro motor Ivchenko-Progress, o D-18. O D-436 incorporou um maior e mais novo fan, um combustor de baixa emissão de gases e novas seções de compressor. Várias variantes do motor também são equipados com FADEC.

## Variantes
D-436K

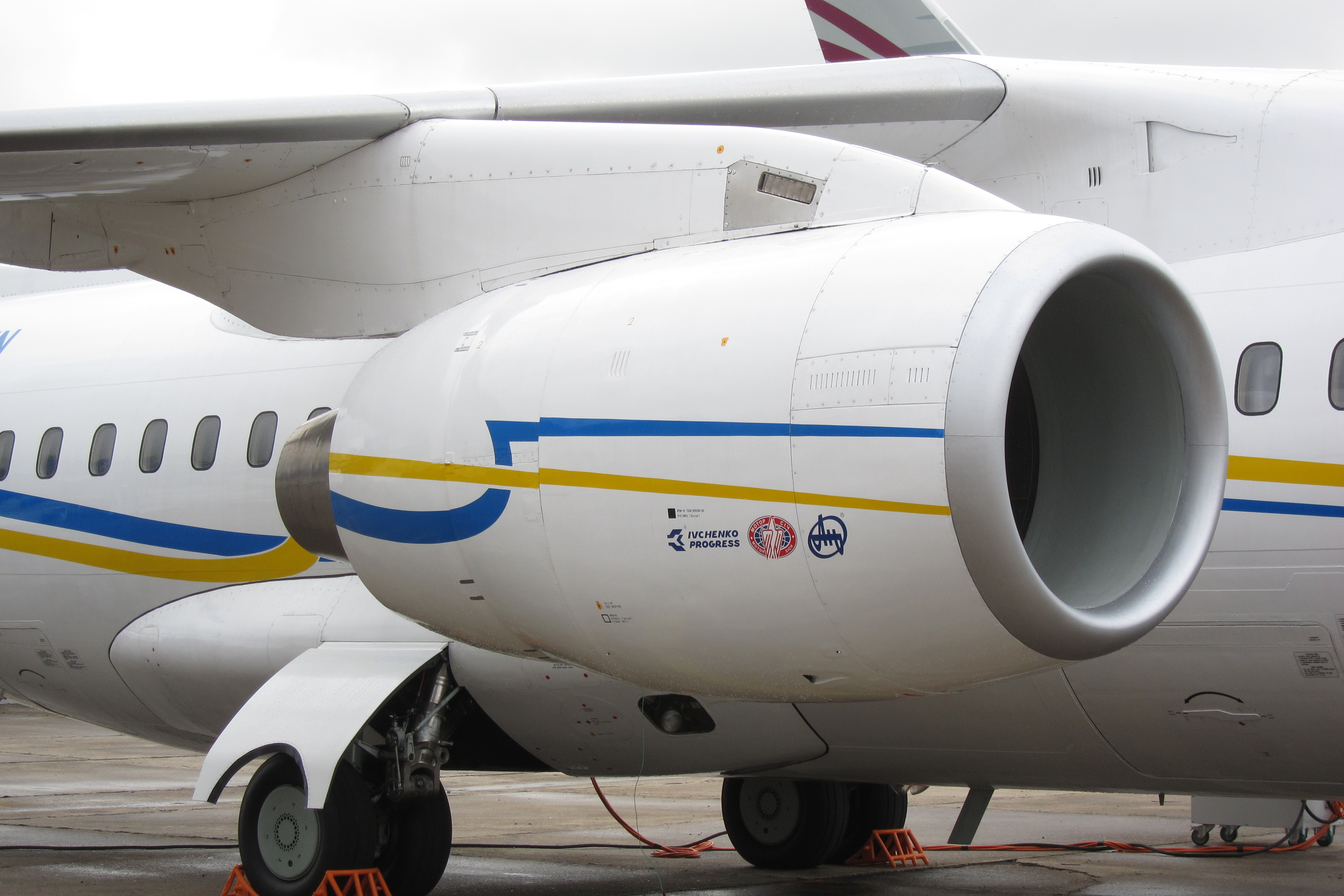
Um Progress D-436 instalado em um Antonov An-158

- A variante "K" foi o modelo inicial do motor. Tinha uma razão de diluição de 6.2 e uma razão de pressão de 21.0. Proposto para uso no Antonov An-71[5]

D-436M
- A versão "M" foi proposta para uso no Yak-42M.[6]

D-436T1
- A variante "T1" foi utilizado no Tu-334 e foi oferecido para uso no Tu-414.[7] Esta versão produz cerca de 93 kN de empuxo.[8] Foi também proposto para o An-174.

D-436T1-134
- A variante "T1-134" foi proposta como motor substituto do Tu-134

D-436T2
- A versão "T2" fornece 80 kN de empuxo e é utilizado no Tu-334-100D e no Tu-334-200D.[9]

D-436TP
- A versão "TP" é uma versão "marítima" resistente à corrosão para uso no avião anfíbio Beriev Be-200. Esta versão produz o mesmo empuxo (73 kN) do modelo "T1".[10]

D-436T3
- A variante "T3" adicinou uma seção de booster atrás do fan e tinha um empuxo máximo de 93 kN.[11] Esta variante foi também considerada para o Il-214, mas os requerimentos de empuxo da aeronave eram maiores que o que o motor podia fornecer.[12]

D-436-148
- A versão "-148" foi desenvolvida especialmente para o An-148.[13] Esta versão tem um empuxo menor (67 kN) para maior vida operacional.[14]

D-436TX
- A variante "TX" utiliza o mesmo núcleo que a "T3", mas com uma turbina e um geared fan novos. Produz na faixa de 117 a 135 kN de empuxo.[15]

### Derivados
AI-436T12
- Este motor derivado está sendo desenvolvido para uso no MC-21. Foi concebido para produzir 117 kN de empuxo.[16]

## Aplicações
- Antonov An-148
- Antonov An-72/74
- Beriev Be-200
- Tupolev Tu-334
- Yakovlev Yak-42M